# Дельвина (округ)
Дельвина (алб. Rrethi i Delvinës) — один из 36 округов Албании.
Округ занимает территорию 367 км² и относится к области Влёра. Административный центр — город Дельвина.
Это самый малонаселённый округ на территории Албании (11 000 жителей). Практически половина населения округа относится к греческому меньшинству. 18 из 37 деревень округа населены практически одними греками. Многие греки и албанцы, особенно молодежь, покинули страну после распада социалистических стран по экономическим причинам. За 10 лет более 40 % населения перебралось в Грецию, что не могло не сказаться на экономике округа.
Рабочих мест очень мало, и даже туристический бум в соседнем округе Саранда мало помогает округу, не имеющему выхода к морю.

## Географическое положение
Округ Дельвина расположен в южной части Албании и граничит с округом Саранда. Округ отделён от морского побережья грядой холмов, а от долины реки Дрин горной грядой Mali i Gjerë. Юго-западную часть округа занимает равнина. На севере и востоке возвышаются горы и холмы. Река Бистрица протекает по округу с востока на запад.

## Достопримечательности
Известен карстовый источник Голубой глаз (Syri i Kaltër), с исторической точки зрения примечательна церковь святого Николая (Shën Kollë) в Месопотаме, считающаяся некоторыми историками старейшей сохранившейся византийской церковью Албании, в то время как другие историки датируют её концом XIII века. Недалеко от неё на холме у деревни Финик находятся руины античного города Phoinike.

## Административное деление
На территории округа расположены город Дельвина и 3 общины: Финик, Месопотам, Верго.